# Patricia Ferreira
Patricia Ferreira (Madrid, 1958 - Madrid, 27 de diciembre de 2023) fue una directora de cine y televisión y guionista española.

## Biografía
Nacida en Madrid, trabajó también en Galicia, tierra de su familia. Se licenció en Ciencias de la Imagen y Periodismo en la Universidad Complutense de Madrid.
Comenzó su carrera profesional como crítica y periodista cinematográfica en TVE, Radio Nacional de España y en la revista Fotogramas, y más tarde trabajó en televisión como realizadora, directora y guionista de, entre otras,  TV movies como El paraíso; retransmisiones, como la del Goya de Honor a Ana Belén y, especialmente, series y programas culturales, informativos y documentales realizados en España, Europa y toda América Latina.
Entre estas series y programas están entre otras Equinoccio, serie documental sobre temas latinoamericanos producida por TVE; "Un día en la vida de nuestros antepasados", serie documental que recrea la vida en la prehistoria; varios capítulos de Un país en la mochila, la serie presentada por José Antonio Labordeta que recorría España; Paraísos cercanos, serie documental de viajes con guiones de escritores como Rafael Chirbes o Javier Marías; o Todo el mundo es música, serie de documentales dedicados a los principales músicos de la "world music" en Latinoamérica.
En 2000 debutó en el cine,  como directora de Sé quién eres, película que se estrenó en el Festival de Berlín, sección Panorama y le valió la nominación a un Premio Goya a la mejor dirección novel, y otras dos nominaciones: al mejor actor (Miguel Ángel Solá) y a la mejor música (José Nieto), siendo ganadora de la última.
En 2002 estrenó El alquimista impaciente, adaptación de la obra homónima de Lorenzo Silva, que le valió el premio del Círculo de Escritores Cinematográficos al mejor guion adaptado. La película tuvo, además, dos nominaciones a los Premios Goya: al mejor actor revelación (Roberto Enríquez) y a la mejor dirección artística (Rafael Palmero). En 2004 se estrenó la película de sketches En el mundo a cada rato en donde realizó el cortometraje El secreto mejor guardado rodado en India, sobre el virus del Sida en el Tercer Mundo. Un año después estrenó un nuevo largometraje, Para que no me olvides, en el que Fernando Fernán Gómez interpretaba uno de sus últimos papeles. La película se presentó en el festival de Berlín y fue nominada a tres Goyas: actriz protagonista, de reparto y dirección artística.
En 2010 realizó el documental Señora de, testimonios de varias generaciones de mujeres a las que la historia no les permitió soñar, que se proyectó en la Seminci de Valladolid y consiguió el tercer premio en Tiempo de historia y fue nominado como mejor documental en los premios Mestre Mateo. También en 2010 realizó el cortometraje El amanecer de Misrak, rodado en Etiopía y que formó parte del proyecto colectivo Ellas son África. En 2012 se estrenó su largometraje Los niños salvajes, ganadora en el festival de Málaga de la biznaga de oro a la mejor película y los premios a mejor guion y mejores actores secundarios: Aina Clotet y Àlex Monner. En 2017 dirigió su último largometraje, Thi Mai, rumbo a Vietnam.

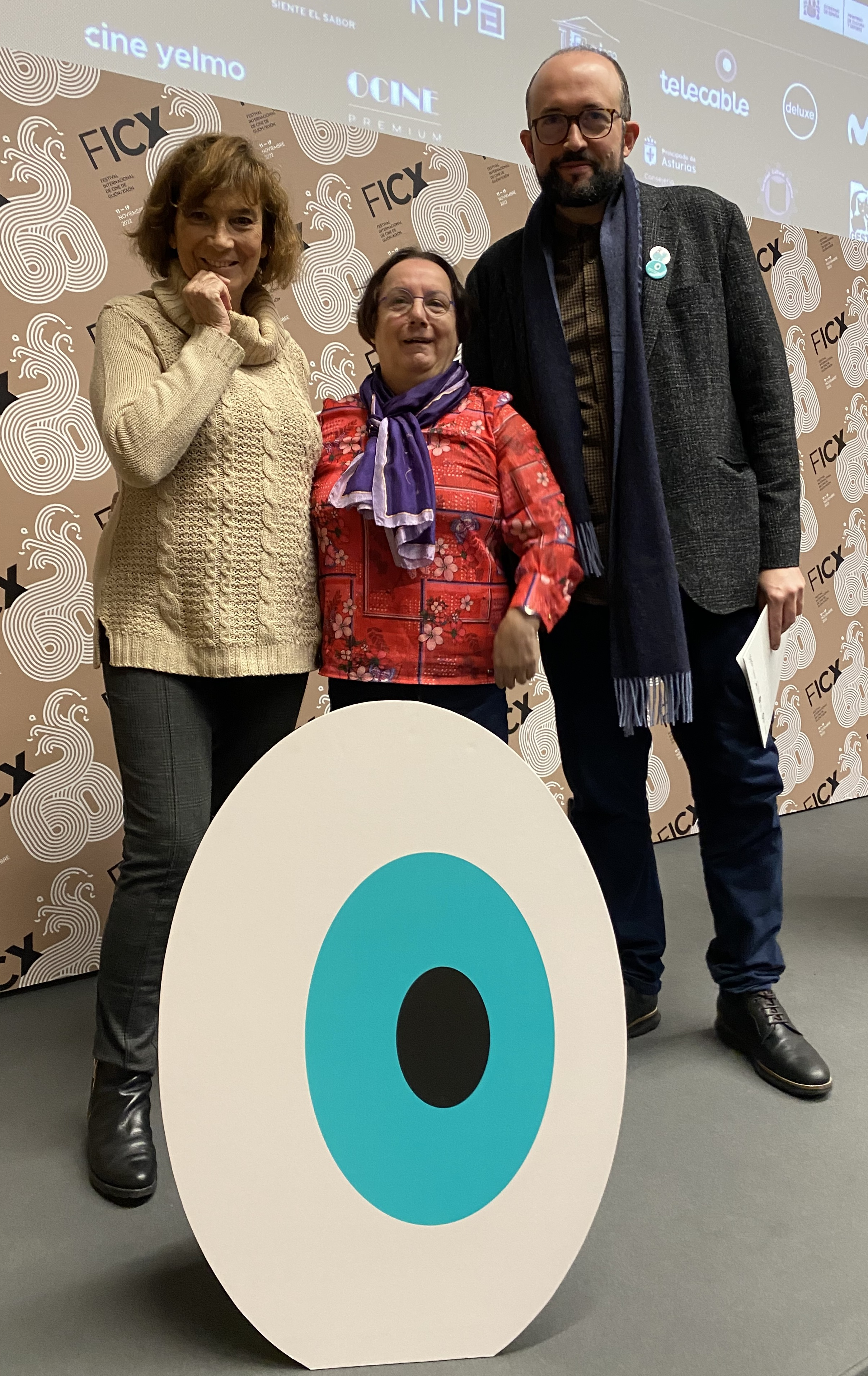
Patricia Ferreria Premio Comadre de Cine en el FICX 2022 con Begoña Piñero y Alejandro Díaz Castaño

Comprometida con la educación, desde 2001 era profesora de dirección en la Escuela de cine de Madrid (ECAM) habiendo sido también  profesora de dirección de actores en escuelas, talleres y másters como el máster de dirección del CEU, la ESCAC de Cataluña, el NIC-Instituto del cine de Madrid, la escuela de cine de Uruguay o La Central de cine de Madrid. Fue miembro de la Junta directiva de la Academia de cine (2009-2015). 
Fue miembro de la CREA, asociación de realizadores de Galicia y desde el año 2006 formó parte de la Junta Directiva de CIMA (Asociación de mujeres cineastas y de medios audiovisuales), asociación de la que fue cofundadora y a través de la que batalló por equidad entre mujeres y hombres en el cine español.
En 2022 recibió el Premio Comadre de Cine del Festival Internacional de Cine de Gijón por su trayectoria.
Su último trabajo en el audiovisual fue la creación (y coescritura junto con Marta Sánchez, Irene Niubó y Virginia Yagüe) de la serie de TVE Las abogadas, dirigida por Juana Macías y Polo Menárguez, inspirada en la vida real en el Madrid de finales de los sesenta e inicios de los setenta de cuatro jóvenes letradas españolas: Lola González Ruíz, Cristina Almeida, Manuela Carmena y Paca Sauquillo que empezó a rodarse en octubre de 2023. 
Patricia recibió un homenaje en el Festival de Cine de San Sebastián coincidiendo con la premiere de Las abogadas. La serie se estrenó en La 1 el 25 de septiembre de 2024.   
En enero de 2024, a título póstumo, el Ministerio de Cultura le otorgó la Medalla de Oro al Mérito en las Bellas Artes.

## Filmografía

### Películas

#### Directora y guionista
- Sé quién eres (2000)
- El alquimista impaciente (2002)
- El secreto mejor guardado (2004)
- Para que no me olvides (2005)
- Señora de (2010) documental
- El amanecer de Misrak (2010)
- Los niños salvajes (2012)
- Thi Mai, rumbo a Vietnam (2017)

### Series
- Consumo
- Planta baja
- Equinoccio
- Un día en la vida de nuestros antepasados
- Oxígeno
- Centros de poder
- La isla del tesoro
- Un país en la mochila
- Paraísos cercanos
- Todo el mundo es música[13][14]
- Las abogadas

## Premios
| Año  | Categoría                               | Película                 | Resultado |
| ---- | --------------------------------------- | ------------------------ | --------- |
| 2002 | Medalla del CEC al mejor guion adaptado | El alquimista impaciente | Ganadora  |

Festival de Málaga de Cine Español
| Año  | Categoría                       | Persona                            | Película           | Resultado |
| ---- | ------------------------------- | ---------------------------------- | ------------------ | --------- |
| 2012 | Biznaga de Plata al Mejor Guion | Patricia Ferreira y Virginia Yagüe | Los niños salvajes | Ganadora  |

### Otros premios y reconocimientos
- 2022 Premio Comadre de Cine del Festival Internacional de Cine de Gijón.[8]
- 2024 Medalla de Oro al Mérito en las Bellas Artes
- El 16 de septiembre de 2024 recibió un homenaje en el Festival de San Sebastián coincidiendo con la premiere de la serie Las abogadas, en el que participaron entre otros,el presidente de la Academia de Cine, Fernando Méndez-Leite, Concepción Cascajosa, presidenta interina de RTVE y las guionistas Marta Sánchez y Virginia Yagüe. [10]

### Nominaciones
- 2000 Nominación al Goya a la mejor dirección novel por Sé quien eres.